# 蘇丹三號
蘇丹三號（Sudan III）是一種脂肪偶氮染色劑，常用於凍結切片的甘油三酯的染色。正常狀況下是紅褐色結晶。蘇丹一號、三號和四號被國際癌癥研究機構認定為3級致癌物質。
其他名稱還有 Sudan Red BK、Fat Ponceau G、Cerasin Red、C.I. 26100、Solvent Red 23、Sudan Red、Sudan Red III、Sudan V、Sudan Red B、Sudan G、Scarlet B和Tony Red。
工業上常用於油、蠟等非極性物質的染色。

## 外部連結
- Stains File entry